# 福島ビエンナーレ
福島ビエンナーレ（ふくしまビエンナーレ）は、2004年から福島県内において「ビエンナーレ（隔年）」で開催されてきた芸術（現代美術）」の企画。

## 解説
2004年から福島大学の渡邊晃一研究室のゼミ生が中心となり、地域住民との協働により開催されてきた芸術企画。
県北（福島県文化センター、福島市、二本松市）、県中（福島空港、須賀川市）、会津（湯川村、喜多方市）、相双地区（南相馬市）、県南（白河市）で開催されてきた。
2006年から2010年は、福島県文化振興事業団、2014年は湯川村、2016年から2018年は二本松市、2020年から2022年は白河市の地域で実行委員が立ち上げられ、事務局は各々の地域で運営されている。
福島県内各々の地域の歴史、伝統文化を基盤とし、創作活動、鑑賞活動、体験活動を行い、人々が幅広くアートに触れ合い、集い、交流する機会を設けている。

## 沿革
- 2004年 -「福島現代美術ビエンナーレ2004 」 福島県文化センター
- 2006年 -「福島現代美術ビエンナーレ2006  〜SORA〜」福島県文化センター、福島市街地 ほか
- 2008年 -「福島現代美術ビエンナーレ2010  〜HANA〜」福島県文化センター、福島市街地 ほか
- 2012年 -「福島ビエンナーレ2012  〜空〜」福島空港、福島空港公園 ほか
- 2014年 -「福島ビエンナーレ2014  〜氣〜 豊穣の芸術祭」湯川村、喜多方市
- 2016年 -「福島ビエンナーレ2016  〜気〜 重陽の芸術祭」福島市、二本松市
- 2018年 -「福島ビエンナーレ2018  〜生〜 重陽の芸術祭／海神の芸術祭」福島市、二本松市、南相馬市
- 2020年 -「福島ビエンナーレ2020  〜祈〜 風月の芸術祭」白河市市